# Raymond Froideval
Raymond Froideval (1897-1978) fut chargé de mission au cabinet de Raoul Dautry, ministre de l’Armement (1939-1940) puis chef de cabinet de René Belin, ministre de la Production industrielle et du travail (juillet 1940-février 1941) et enfin secrétaire général de la Chambre consultative et de contrôle des sociétés coopératives ouvrières de production (1941-1944).
D'abord ouvrier serrurier, il fut syndicaliste à la CGT et adhéra au PCF, qu'il quitta en 1923 pour rejoindre la SFIO. À la CGT, il fut secrétaire de la chambre de la serrurerie à Paris (1924), puis secrétaire régional des syndicats confédérés du bâtiment (1936). Il fut à l'origine du journal Le Bâtiment syndicaliste, créé en 1936.
Il fait partie de ces syndicalistes de la CGT, qui choisirent la voie de la collaboration sous le régime de Vichy.
Les papiers personnels de Raymond Froideval sont conservés aux Archives nationales sous la cote 455AP. Ils sont consultables sous forme de microfilms.